# 화남 사범대학
화남 사범대학(중국어 간체자: 华南师范大学, 정체자: 華南師範大學, 병음: Huánán Shīfàn Dàxué, 
 South China Normal University, SCNU)은 1933년 건립된 중화인민공화국 광둥성 광저우에 있는 4년제 국립 대학이다.